# 嘘発見器

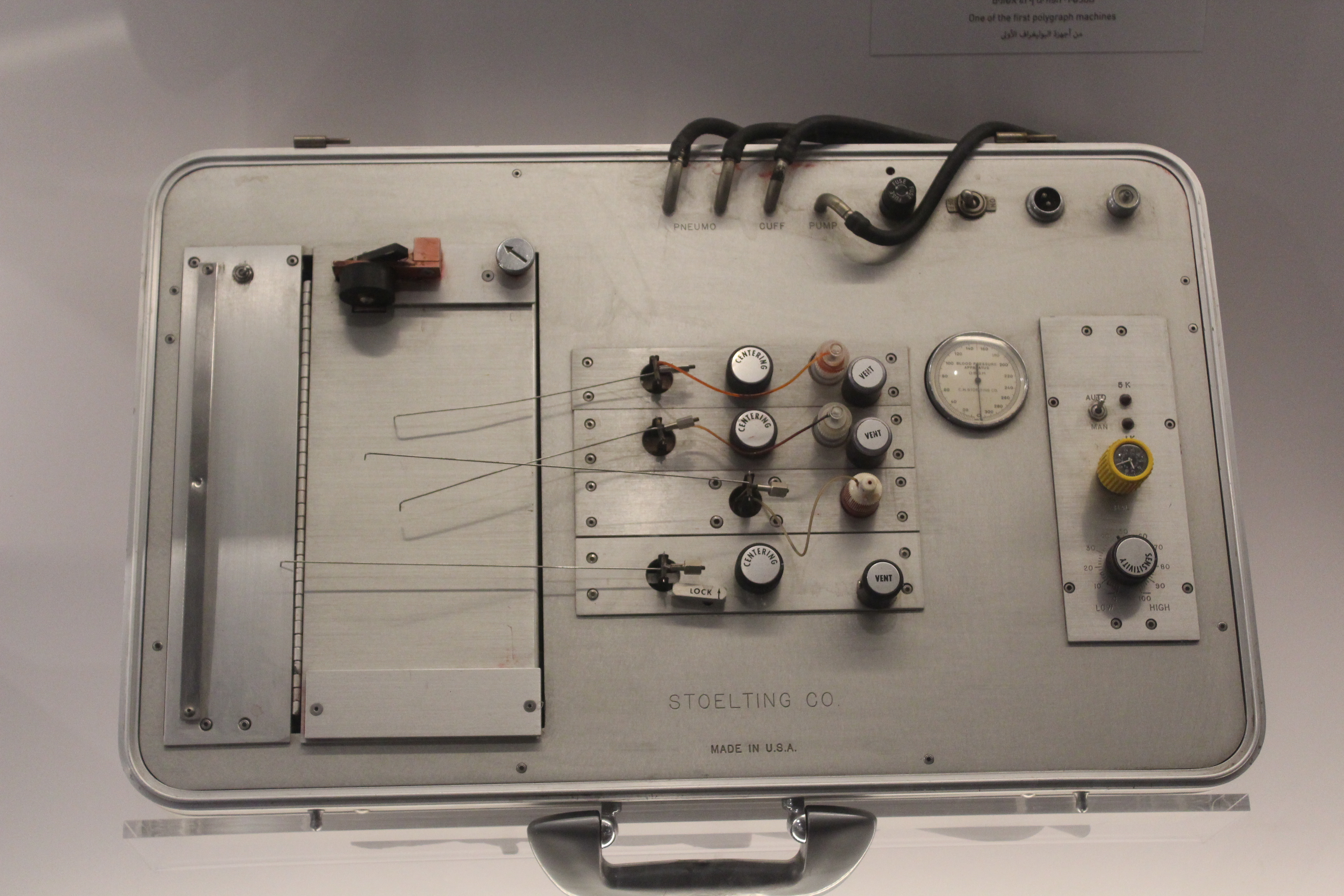
1960年代の嘘発見器、Stoelting Model #22608

嘘発見器（うそはっけんき、英: Lie detector）とは、人間の生理現象の変化から被験者が嘘をついているかどうかを判定する装置である。一般に嘘を見破る装置といわれているが、人間の精神を調査する装置として性的嗜好や精神病の判定にまで広く使用されている。

## 概要

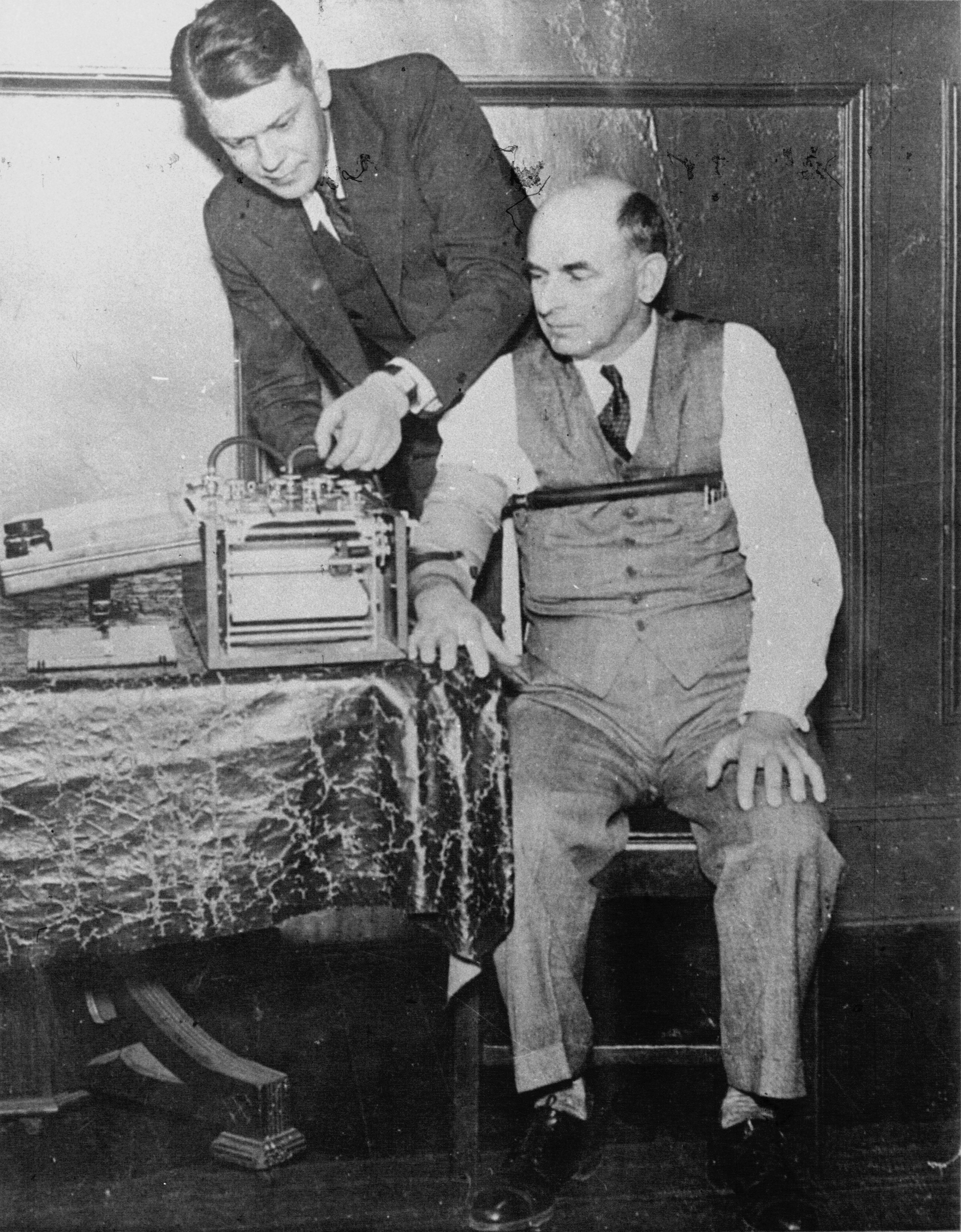
キーラー（左）による嘘発見機の実験

代表的なものとしてポリグラフを使用した装置が有名である。嘘発見器に使用されるポリグラフは発明者レナード・キーラー（en:Leonarde Keeler）の名前を取ってキーラー・ポリグラフ（KEELER POLYGRAPH）と呼ばれており、これがポリグラフ＝嘘発見器という代名詞化を生み出す原因となった。またキーラーは嘘発見器によって無実を証明する組織を設立した。法廷で証拠能力よりもマスメディアがこの結果を大きく取り上げ、これが議員から犯罪者まで身の潔白を証明して欲しいと望む人たちがキーラーに嘘発見器で自分の証言を判定してくれるように依頼者が殺到する原因となった。この組織は後にアメリカポリグラフ協会になった。
血圧や心拍数の変化を読み取るものや、脳波や声紋を測定するものなど様々な種類がある。検査法は一般的に次のような手順で進められる。まず、検査者は被験者に対してベースラインとなる反応を調べるために、名前や住所といった嘘をつく必要の無いありきたりな質問をする。必要なベースラインが得られたら本題の質問事項に入る。特定の質問に対してベースラインと顕著に異なる反応が検出されれば、その返答は疑わしいと判断される。
裁判における嘘発見器の使用に関しては論争があり、嘘をつかなくても反応する、あるいは嘘をついても反応しない場合がある、疑いをかけられただけで不安になり反応してしまう人もいる、予備知識があれば、意図的にベースラインの測定を歪めることができる、などの問題点が指摘されている。
嘘発見器が世界中で最も使用されているのはアメリカであり、使用がピークに達していた1980年代にはアメリカ全土で5000人以上の検査技師がおり、年間200万人が嘘発見器にかけられているといわれている。日本でも約100人の検査技師がいて年間5000人を検査しているといわれている。アメリカでは使用しているのは警察だけでなく核開発施設の職員から民間企業での市場調査からハリウッド映画の観客まで様々な場所で使用され続けている。
多くの企業や組織で従業員の不正を暴く装置として使用されてきた事実があるが、これは「嘘をつき、また不正を行えば絶対にばれる」ということを刷り込むための道具であったとされている。近年では従業員の士気を下げるデメリットが大きくなり、電子セキュリティ技術の発達、監視カメラやパソコンの監視ソフト、生体認証などによって従業員の監視体制が強化されたこともあり、嘘発見器を従業員に対して使用することはほとんどなくなった。これは嘘発見器がセキュリティシステムと監視装置に取って代わられたわけである。
嘘発見器は同性愛者を狩りだすためにも多用された、嘘を識別する装置としてだけでなく、性的嗜好を判定する装置としても活躍したのである。また、ジョン・ラーソンはローガンズポート病院で精神病院で精神病の診断に嘘発見器を使用した。この装置は「リアクトグラフ」と呼ばれていた。
映画やドラマにおいて、被疑者の取り調べで嘘発見器をつないで嘘をついていないかを検査するシーンもしばしば見られる。

## ポリグラフについて
歴史的に「嘘発見器」や虚偽を検出するもの、といった名称で呼ばれ、またそのように認識されてきたが、現在はポリグラフ検査は「ウソを発見する」ものではなく、「記憶検査の一種」であるとされている。現代においては、警察の捜査において、参考として活用されており、法廷での証拠能力は認められていない国が多い。

## 歴史
- 1921年 - ジョン・ラーソンによって発明[3]
- 1947年～1953年 - テネシー州オークリッジにある核開発施設で18000人の職員全員が定期的に嘘発見器にかけられた。レナード・キーラー(Leonard Keeler)が開発した装置が用いられた。
- 1951年 -　Y・イマムラがアメリカ陸軍で研修を受けてが日本で初めて嘘発見器の技術者となる
- 1966年 -　アメリカポリグラフ協会( American Polygraph Association)が設立

## 参考資料
- Ken Alder「The Lie Detectors: The History of an American Obsession(邦訳：「嘘発見器よ永遠なれ」早川書房)」ISBN 978-0743259880